# Elk Horn
Elk Horn és una població dels Estats Units a l'estat d'Iowa. Segons el cens del 2000 tenia 649 habitants.

## Demografia
Segons el cens del 2000, Elk Horn tenia 649 habitants, 248 habitatges, i 171 famílies. La densitat de població era de 325,4 habitants/km².
Dels 248 habitatges en un 26,2% hi vivien nens de menys de 18 anys, en un 59,7% hi vivien parelles casades, en un 8,1% dones solteres, i en un 31% no eren unitats familiars. En el 29,8% dels habitatges hi vivien persones soles el 19,8% de les quals corresponia a persones de 65 anys o més que vivien soles. El nombre mitjà de persones vivint en cada habitatge era de 2,23 i el nombre mitjà de persones que vivien en cada família era de 2,73.
Per edats la població es repartia de la següent manera: un 20,2% tenia menys de 18 anys, un 2,6% entre 18 i 24, un 17,3% entre 25 i 44, un 17,6% de 45 a 60 i un 42,4% 65 anys o més.
L'edat mediana era de 56 anys. Per cada 100 dones de 18 o més anys hi havia 74,4 homes.
La renda mediana per habitatge era de 33.333 $ i la renda mediana per família de 38.281 $. Els homes tenien una renda mediana de 31.667 $ mentre que les dones 21.146 $. La renda per capita de la població era de 15.412 $. Entorn de l'1,2% de les famílies i el 2,7% de la població estaven per davall del llindar de pobresa.

## Poblacions més properes
El següent diagrama mostra les poblacions més properes.